# Helymaeus argyrothorax
Helymaeus argyrothorax är en skalbaggsart som först beskrevs av Leon Fairmaire 1884.  Helymaeus argyrothorax ingår i släktet Helymaeus och familjen långhorningar. Inga underarter finns listade i Catalogue of Life.